# Riolo Terme
Riolo Terme (romanyol nyelven Riô vagy Riôl) település Olaszországban, Emilia-Romagna régióban, Ravenna megyében. Lakosainak száma 5752 fő (2023. január 1.). Riolo Terme Borgo Tossignano, Brisighella, Casola Valsenio, Castel Bolognese, Faenza és Imola községekkel határos.

## Népesség
A település lakossága az elmúlt években az alábbi módon változott:
| Lakosok száma | 5683 | 5681 | 5752 |
|               | 2017 | 2018 | 2023 |